# Northrop Grumman MQ-8 Fire Scout
Il Northrop Grumman MQ-8 Fire Scout è un elicottero non-pilotato sviluppato per essere usato dalle forze armate degli Stati Uniti. La Northrop Grumman ha sviluppato il Fire Scout per provvedere alla ricognizione, la conoscenza della situazione, il supporto per il puntamento di precisione. L'iniziale versione RQ-8A venne basata sul Schweizer 330, mentre il più avanzato MQ-8B è derivato dal Schweizer 333.

## Storia

### Sviluppo

#### RQ-8A
Quando la US Navy ritirò il suo RQ-2 Pioneer dal servizio, iniziò a cercare una seconda generazione di UAV. I requisiti della Marina erano che fosse in grado di atterrare e decollare verticalmente (VTOL), che avesse una capacità di carico di 90 kg (200 libbre), un raggio d'azione di 200 kilometri (125 miglia), un'autonomia di tre ore ad una altitudine di 6000 metri (20.000 piedi), e l'abilità di atterrare su di una nave con vento di 46 km/h (29 miglia orarie). L'UAV è in grado di volare 190 ore senza mantenimento.
C'erano tre finalisti nella competizione, che fu designato "VTOL-UAV" o "VTUAV". la Bell, la Sikorsky, ed una collaborazione tra la Teledyne Ryan e la Schweizer Aircraft. Lo UAV della Ryan-Schweizer UAV venne segnalato come vincitore nella primavera 2000. Il RQ-8A Fire Scout, così come venne nominato, era un derivato dell'elicottero a tre posti mosso a turbina 330SP, con una nuova fusoliera, un nuovo sistema per il carburante, e sistemi di elettronica e sensori UAV.
Il prototipo iniziale del Fire Scout era pilotato nei test iniziali, volò autonomamente per la prima volta nel gennaio 2000.
Il Fire Scout è equipaggiato con una torretta a sfera contenente camere a infrarossi, camere elettro-ottiche e puntatore laser a lungo raggio. Poteva essere controllato da un sistema di dati derivanti dallo UAV della Northrop Grumman RQ-4 Global Hawk UAV, operante oltre la linea visiva ad una distanza di 280 km (172 miglia). Il sistema di controllo poteva essere montato su di una nave o caricato su di un Hummer per il servizio con gli U.S. Marine.

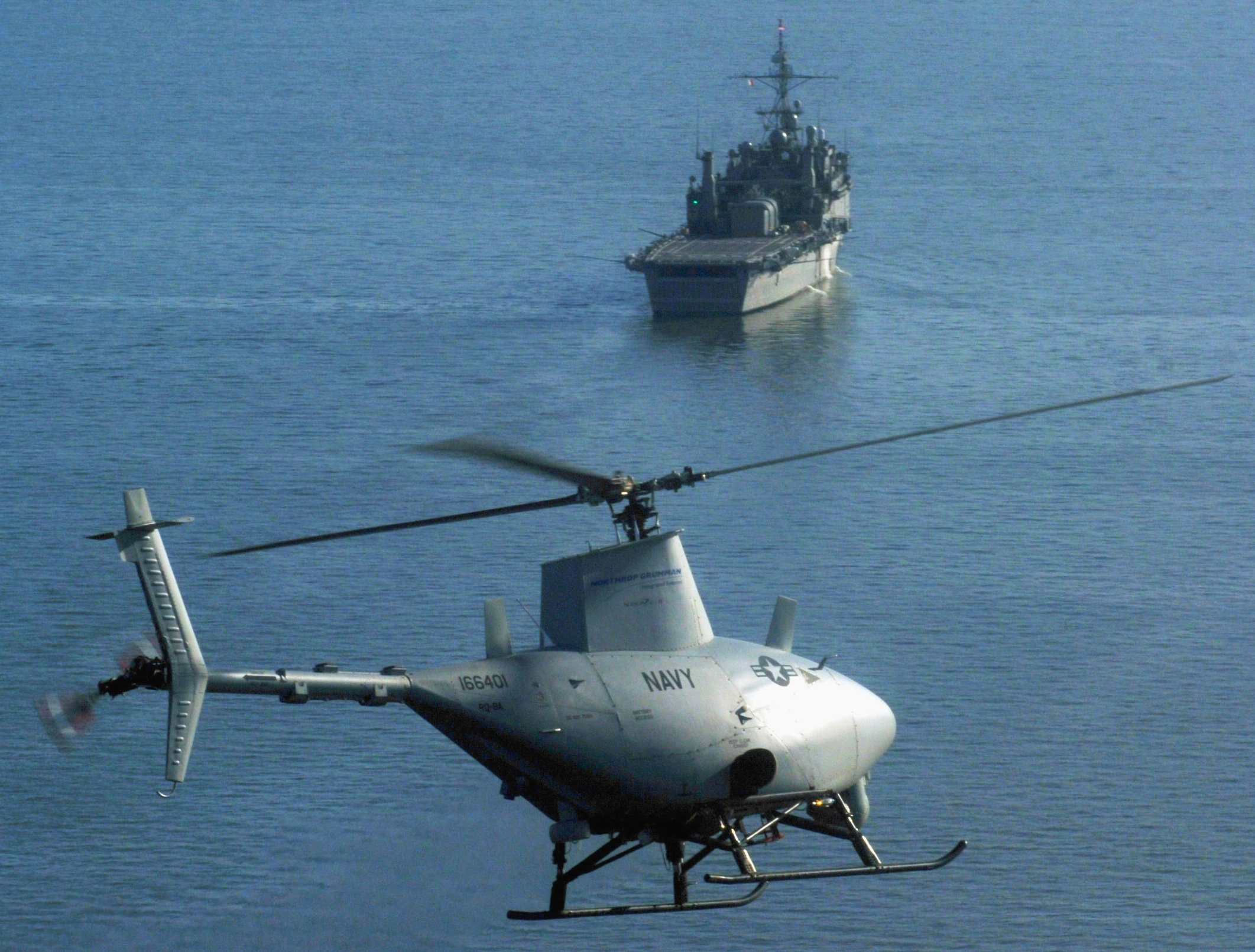
Un RQ-8A si prepara ad atterrare autonomamente a bordo della USS Nashville (LPD 13) durante esercitazioni in mare nel 2006.

Nel gennaio 2006, un RQ-8A Fire Scout atterrò a bordo della nave da guerra della U.S. Navy USS Nashville mentre era al largo delle coste del Maryland vicino al fiume Patuxent.  Questo fece del Fire Scout il primo elicottero non pilotato ad aver atterrato a bordo di una nave in movimento della U.S. Navy senza il controllo di un pilota sull'aereo. La USS Nashville, che è una nave trasporto truppe, navigava a velocità di 17 miglia orarie (27 km/h) nel test.

#### MQ-8B
Nonostante gli sforzi sul progetto fossero stati soddisfacenti, la Marina decise che il Fire Scout non soddisfaceva i suoi requisiti, e taglio i fondi di produzione nel dicembre del 2001. Tuttavia, lo sviluppo del programma continuò, e la Northrop Grumman lanciò una serie di configurazioni migliorate a chiunque fosse interessato. Come si scoprì l'esercito americano fu molto interessato, si aggiudicò un contratto per sette macchine da valutazione "RQ-8B" negli ultimi mesi del 2003. Nel 2006, venne ridisegnato "MQ-8B".
Il MQ-8B montava un rotore principale a quattro pale, in contrasto con il rotore di diametro più grande e a tre pale del RQ-8A, per ridurre il rumore e aumentare il carico utile. il rotore a quattro pale era già stato valutato nei prototipi del Fire Scout. Esso forniva una spinta che variava da 500 libbre a 3150 libbre (o da 225 kg a 1430 kg), con un carico di 700 libbre (320 kg) per missioni a corto raggio.
Al MQ-8B sono state anche fissate delle piccole ali. Le ali servono sia per la spinta aerodinamica sia come punti d'attacco per armamenti, che includono  missili Hellfire, le bombe guidate Viper Strike, e in un particolare pod l'"Advanced Precision Kill Weapon System (APKWS)", un piccolo razzo a guida laser da 70 millimetri (2.75 pollici), che l'Esercito americano ha intenzione di utilizzare sui campi da battaglia moderni. L'Esercito è anche interessato ad usare il Fire Scout come vettore di rifornimenti d'emergenza fino a 90 kg (200 libbre) per le truppe sul campo.

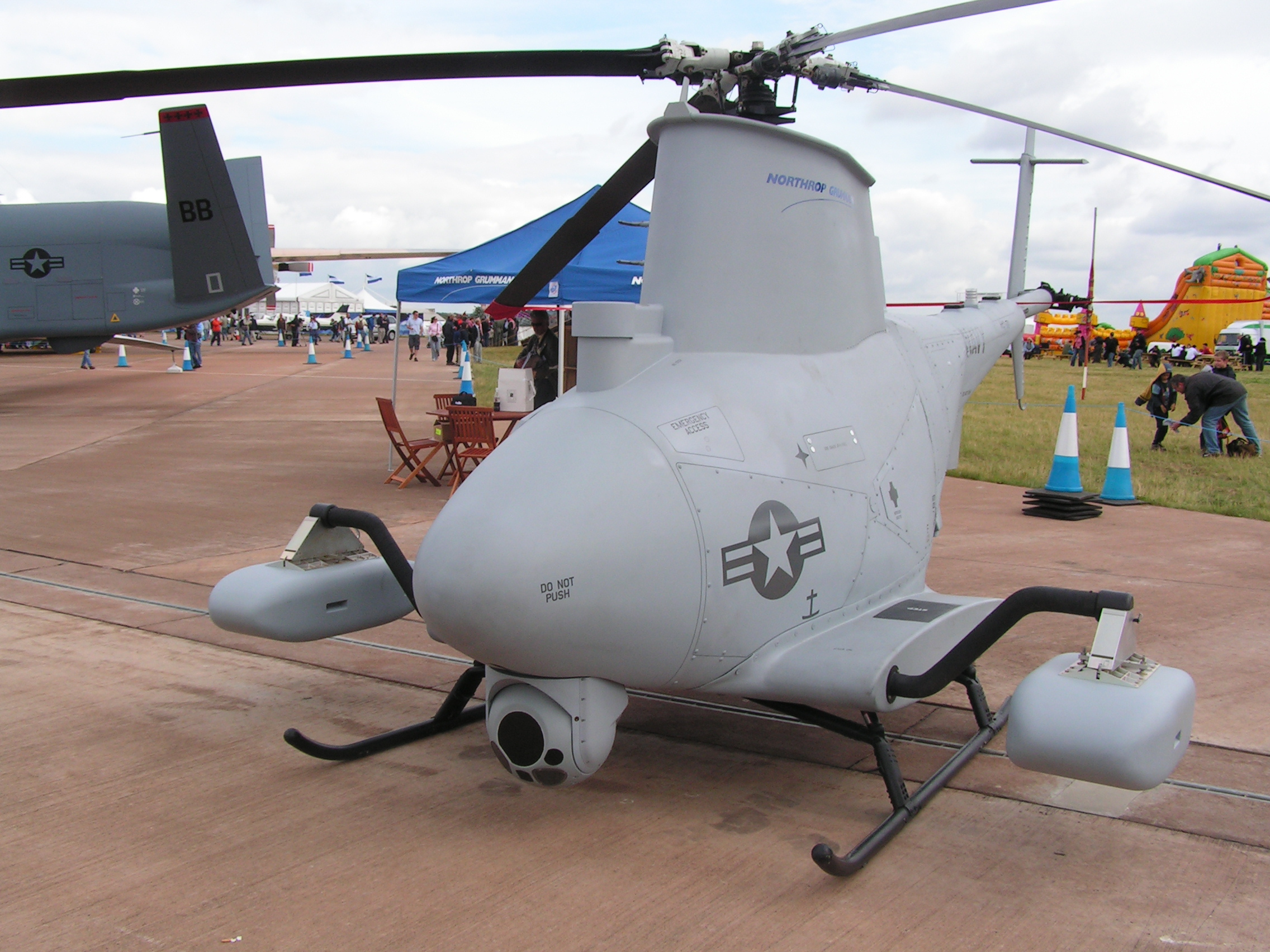
MQ-8B Fire Scout at the RIAT.

Il MQ-8B è stato modificato per permettere il rapido cambiamento delle configurazioni di carico. La attuale configurazione di sensori giorno/notte in una torretta a guida laser rimane ovviamente una opzione. Sensori alternativi includono un (Radar tattico ad apertura sintetica) TSAR con capacità di indicatore di obiettivi in movimento (Moving Target Indicator) (MTI), un sensore multispettrale, un modulo SIGINT, il /sistema di rilevamento e acquisizione obiettivi campi minati)  Target Acquisition Minefield Detection System (ASTAMIDS), ed il (link dati di comandi tattici)Tactical Command Data Link (TCDL). L'Esercito vuole il Fire Scout per operare come elemento di un network integrato di sensori di terra.
L'interesse dell'Esercito fece rivivere l'interesse della Marina nel programma, la stessa Marina ordinò otto derivati del MQ-8B, il Sea Scout per valutazione.

### Impiego operativo
La produzione delle cellule di prova iniziarono nell'aprile 2006 al sistema di produzione Northrop Grumman Unmanned Systems a Moss Point. Il primo volo del MQ-8B ebbe luogo il 18 dicembre, 2006 al NAS Patuxent River.
I test di volo ebbero inizio e la Marina acconsentì ad una piccola produzione iniziale. I velivoli verranno probabilmente impiegati sulle navi di classe Littoral Combat Ship.
Nel febbraio 2008, la U.S. Navy annunciò di integrare il MQ-8B Fire Scout VTUAV su delle altre navi prima che sulle Littoral Combat Ship (LCS). Il Fire Scout è ancora previsto sulle LCS, e la Marina rimane impegnata a trasferire il Fire Scout in quella direzione.
Il Fire Scout è un fattore chiave per LCS e ai suoi significativi contributi al suo ruolo antisommergibile nella guerra, in missioni di superficie e anti-mine. La natura modulare della nave per completare le missioni assegnate e completata dal Fire Scout e alle sue capacità di carico. Tuttavia, a causa dei cambiamenti di sviluppo del LCS, la Marina intende condurre una valutazione operativa del Fire Scout, il Fire Scout Operational Evaluation (OpEval) a bordo della USS McInerney (FFG-8), una nave della classe Perry. Questo provvederà a fornire alla flotta il sistema di supporto per UAV il più presto possibile.
Secondo il calendario fornito, la Marina avrebbe dovuto condurre una valutazione tecnica sul Fire Scout sulle FFG-8 nell'autunno del 2008 e di OpEval nell'estate del 2009. Il Fire Scout inizierà la Initial Operating Capability subito dopo l'OpEval nel 2009. La marina continuerà a supportare il LCS Initial Operational Test & Evaluation (IOT&E) fino all'anno fiscale 2011.

## Varianti
RQ-8A
RQ-8B
MQ-8B

## Utilizzatori

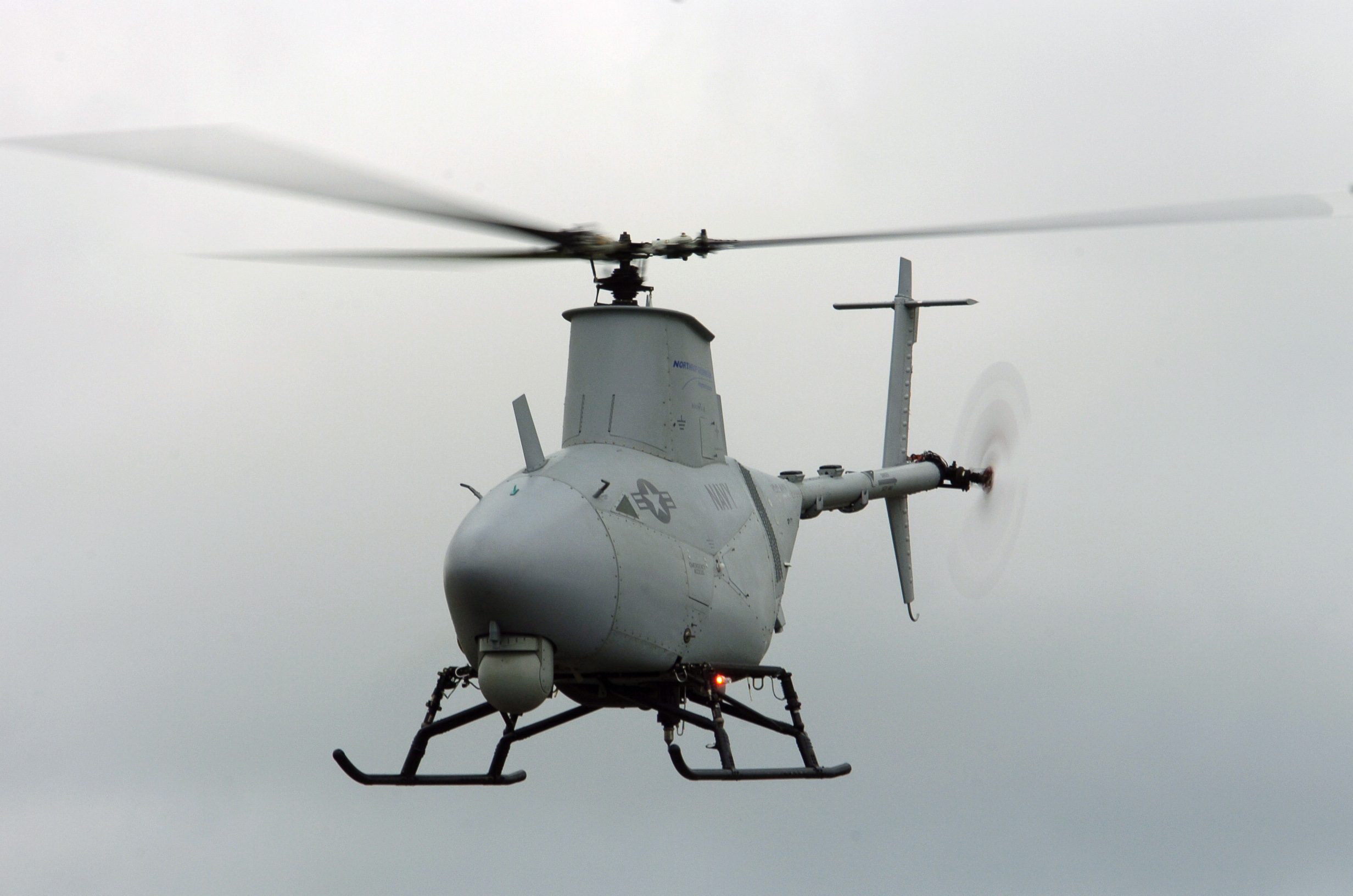
Un RQ-8A Fire Scout decolla dal campo aereo Webster Field Annex del Naval Air Station Patuxent River nel 2005.

Stati Uniti
- United States Army
- United States Navy